# Discographie de DJ Antoine
Voici la discographie du DJ et compositeur suisse de musique électronique DJ Antoine composée de 13 albums studio, 4 albums live, 2 albums de compilation, 2 EPs et 45 singles.

## Albums

### Albums studio
| Année | Titre                        | Meilleure position | Meilleure position | Meilleure position | Notes                                                                    |
| Année | Titre                        | SUI                | ALL                | AUT                | Notes                                                                    |
| ----- | ---------------------------- | ------------------ | ------------------ | ------------------ | ------------------------------------------------------------------------ |
| 2008  | Stop!                        | 4                  | —                  | —                  | Sortie : 25 avril 2008 15 semaine de présence en Suisse -- + 15 000      |
| 2008  | 2008                         | 2                  | —                  | —                  | Sortie : 13 juin 2008 16 semaines de présence en Suisse -- + 15 000      |
| 2008  | A Weekend at Hotel Campari   | 4                  | —                  | —                  | Sortie : 26 septembre 2008 10 semaines de présence en Suisse -- + 15 000 |
| 2009  | 2009                         | 1                  | —                  | —                  | Sortie : 27 mars 2009 21 semaines de présence en Suisse -- 15 000        |
| 2009  | Superhero?                   | 2                  | —                  | —                  | Sortie : 12 juin 2009 13 semaines de présence en Suisse                  |
| 2009  | 17900                        | 9                  | —                  | —                  | Sortie : 13 novembre 2009 13 semaine de présence en Suisse               |
| 2010  | 2010                         | 1                  | —                  | —                  | Sortie : 7 mai 2010 25 semaines de présence en Suisse                    |
| 2010  | WOW                          | 7                  | —                  | —                  | Sortie : 5 novembre 2010 15 semaines de présence en Suisse               |
| 2011  | 2011 / Welcome to DJ Antoine | 1                  | 6                  | 16                 | Sortie : 27 mai 2011 + 130 000                                           |
| 2013  | Sky is the limit             | 1                  | 6                  | 2                  | Sortie : 25 janvier 2013                                                 |
| 2014  | We are the party             | 1                  | 10                 | 4                  | Sortie : 29 août 2014                                                    |
| 2016  | Provocateur                  | 5                  | 26                 | 13                 | Sortie : 18 mars 2016                                                    |
| 2018  | The Time is Now              | 22                 | —                  | —                  | Sortie : 9 novembre 2018                                                 |

### Albums live
| Année | Titre              | Meilleure position | Notes                                                        |
| Année | Titre              | SUI                | Notes                                                        |
| ----- | ------------------ | ------------------ | ------------------------------------------------------------ |
| 2005  | Live in Dubai      | 3                  | Sortie : 26 septembre 2005 17 semaines de présence en Suisse |
| 2006  | Live in St. Tropez | 2                  | Sortie : 16 juin 2006 14 semaines de présence en Suisse      |
| 2006  | Live in Moscow     | 3                  | Sortie : 1er décembre 2006 16 semaines -- + 15 000           |
| 2008  | Live in Bangkok    | 14                 | Sortie : 28 novembre 2008 13 semaines de présence en Suisse  |

### Albums de compilation
| Année | Titre               | Meilleure position | Notes                     |
| Année | Titre               | SUI                | Notes                     |
| ----- | ------------------- | ------------------ | ------------------------- |
| 2008  | Vive la Révolution? | —                  | Sortie : 1er février 2008 |
| 2012  | Platinum Collection | 6                  | Sortie : 2 mars 2012      |

### EPs
- 1999: The Disco Bassline EP
- 2007: Moscow Dyagilev EP (DJ Vini vs. DJ Antoine)

### Albums de remix
| Année | Titre                           | Meilleure position | Notes                                                                 |
| Année | Titre                           | SUI                | Notes                                                                 |
| ----- | ------------------------------- | ------------------ | --------------------------------------------------------------------- |
| 2000  | Houseworks 01                   | 18                 | Sortie : 6 février 2000 19 semaines de présence en Suisse             |
| 2000  | @mainstation – Mainstation 01   | 10                 | Sortie : 25 juin 2000 1 semaine de présence en Suisse                 |
| 2002  | DJ Antoine                      | 4                  | Sortie : 6 février 2002 18 semaines de présence en Suisse -- + 40 000 |
| 2002  | Houseworks Presents Ultraviolet | 6                  | Sortie : 3 novembre 2002 13 semaines de présence en Suisse            |
| 2003  | Summer Anthems                  | 5                  | Sortie : 13 avril 2003 12 semaines de présence en Suisse              |
| 2004  | 100%                            | 6                  | Sortie : 22 mars 2004 13 semaines de présence en Suisse               |
| 2005  | The Black Album                 | 1                  | Sortie : 3 avril 2005 12 semaines de présence en Suisse               |
| 2008  | 2008 – Remixed                  | —                  | Sortie : 2008                                                         |
| 2009  | 2009 – Remixed                  | —                  | Sortie : 2009                                                         |
| 2010  | 2010 – Remixed                  | —                  | Sortie : 8 août 2010                                                  |
| 2011  | 2011 – Remixed                  | —                  | Sortie : 26 août 2011                                                 |
| 2011  | Welcome to DJ Antoine - Remixed | —                  | Sortie : 28 octobre 2011                                              |
| 2019  | 2019 Megamix                    | 32                 | Sortie : 21 juin 2019                                                 |

- 1998: Partysan on the Boat @ Street Parade ’98
- 1998: The Pumpin’ House Mix
- 1999: Partysan 4 / Clubhouse Mix
- 2000: DJ Antoine @ Rave Park
- 2001: Houseworks #2 (Verkäufe: + 20 000)
- 2001: @mainstation – Mainstation 02
- 2001: Lake Parade 2001 – Housesessions (mit Solo One)
- 2002: Lake Parade 2002 – Housesession
- 2002: Mainstation 2002 – Housesession
- 2003: Mainstation 03 – Housesession
- 2003: Houseworks 4 – Winter Anthems
- 2004: Mainstation 2004
- 2004: Houseworks 5 "Skrew U I’m a V.I.P"
- 2005: Mainstation 2005 – House
- 2006: Mainstation 2006
- 2006: Houseworks 6 Makes Me Cum
- 2007: Mainstation 2007
- 2007: Jealousy

## Singles
| Année                                                                           | Single                                                                | Meilleure position | Meilleure position | Meilleure position | Meilleure position | Meilleure position | Meilleure position | Meilleure position | Certifications | Album                                    |
| Année                                                                           | Single                                                                | SUI                | ALL                | AUT                | BEL (FL)           | BEL (WAL)          | FRA                | P-B                | Certifications | Album                                    |
| ------------------------------------------------------------------------------- | --------------------------------------------------------------------- | ------------------ | ------------------ | ------------------ | ------------------ | ------------------ | ------------------ | ------------------ | -------------- | ---------------------------------------- |
| 1997                                                                            | Sound of My Life                                                      | —                  | —                  | —                  | —                  | —                  | —                  | —                  |                | 100%                                     |
| 1998                                                                            | The Disco Bassline                                                    | —                  | —                  | —                  | —                  | —                  | —                  | —                  |                | The Disco Bassline EP                    |
| 1999                                                                            | Baby, Let Me Tell You... (avec Mad Mark)                              | —                  | —                  | —                  | —                  | —                  | —                  | —                  |                | Houseworks 01                            |
| 1999                                                                            | Visit Me                                                              | —                  | —                  | —                  | —                  | —                  | —                  | —                  |                | DJ Antoine                               |
| 1999                                                                            | La Chitara (Say You're Ready For Me) (avec Mad Mark pres. Pizza Boyz) | —                  | —                  | —                  | —                  | —                  | —                  | —                  |                | @Mainstation                             |
| 1999                                                                            | Reachin' 4 The Top (vs. Mad Mark pres. The House Rockers)             | —                  | —                  | —                  | —                  | —                  | —                  | —                  |                | Houseworks 01                            |
| 1999                                                                            | Do It (feat. Juiceppe)                                                | —                  | —                  | —                  | —                  | —                  | —                  | —                  |                | Stop                                     |
| 1999                                                                            | Bang The Drums (avec Mad Mark)                                        | —                  | —                  | —                  | —                  | —                  | —                  | —                  |                |                                          |
| 1999                                                                            | Now That You're Gone (vs. Mad Mark)                                   | —                  | —                  | —                  | —                  | —                  | —                  | —                  |                | Houseworks 01                            |
| 1999                                                                            | Keepin' It Real (pres. Pink Noiz)                                     | —                  | —                  | —                  | —                  | —                  | —                  | —                  |                | Partysan on the Boat @ Street Parade ’98 |
| 2000                                                                            | Party Killer                                                          | —                  | —                  | —                  | —                  | —                  | —                  | —                  |                |                                          |
| 2000                                                                            | You Make Me Feel                                                      | —                  | —                  | —                  | —                  | —                  | —                  | —                  |                |                                          |
| 2000                                                                            | (You're My) Discosensation (vs. Mad Mark)                             | 70                 | —                  | —                  | —                  | —                  | —                  | —                  |                |                                          |
| 2000                                                                            | Test Pressing (vs. Intrasoul)                                         | —                  | —                  | —                  | —                  | —                  | —                  | —                  |                | Summer Anthems                           |
| 2001                                                                            | La Chitara Pt. 2 (avec Mad Mark pres. Pizza Boyz)                     | —                  | —                  | —                  | —                  | —                  | —                  | —                  |                |                                          |
| 2001                                                                            | Phunky Baguette (avec Mad Mark pres. Global Brothers)                 | —                  | —                  | —                  | —                  | —                  | —                  | —                  |                | Houseworks 02                            |
| 2001                                                                            | Tribal Surprise (avec Mad Mark)                                       | —                  | —                  | —                  | —                  | —                  | —                  | —                  |                | Houseworks 02                            |
| 2002                                                                            | Take It or Leave It (featuring Eve Gallagher)                         | 70                 | —                  | —                  | —                  | —                  | —                  | —                  |                | DJ Antoine                               |
| 2002                                                                            | Beautiful Night (avec Mad Mark pres. Las Vegas Gamblers)              | 70                 | —                  | —                  | —                  | —                  | —                  | —                  |                | DJ Antoine                               |
| 2003                                                                            | The Guestlist (avec Mad Mark pres. Global Brothers)                   | 70                 | —                  | —                  | —                  | —                  | —                  | —                  |                |                                          |
| 2003                                                                            | Clap Your Hands (avec Mad Mark pres. Global Brothers)                 | 70                 | —                  | —                  | —                  | —                  | —                  | —                  |                | Summer Anthems                           |
| 2004                                                                            | Back & Forth (feat. Terri B)                                          | —                  | —                  | —                  | —                  | —                  | —                  | —                  |                | 100%                                     |
| 2004                                                                            | If You Want My Love (avec Mad Mark)                                   | —                  | —                  | —                  | —                  | —                  | —                  | —                  |                | 100%                                     |
| 2004                                                                            | Disco Inferno (vs. Mad Mark avec Cyndi Lauper)                        | —                  | —                  | —                  | —                  | —                  | —                  | —                  |                |                                          |
| 2005                                                                            | All We Need                                                           | 40                 | 84                 | —                  | —                  | —                  | —                  | —                  |                |                                          |
| 2005                                                                            | The Roof (Is on Fire) (feat. MC Roby Rob)                             | —                  | —                  | —                  | —                  | —                  | —                  | —                  |                | Summer Anthems                           |
| 2005                                                                            | The Anthem (avec Eddie Thoneick)                                      | —                  | —                  | —                  | —                  | —                  | —                  | —                  |                |                                          |
| 2005                                                                            | I Wanna Rock (avec Mad Mark)                                          | —                  | —                  | —                  | —                  | —                  | —                  | —                  |                |                                          |
| 2005                                                                            | Rush Hour (vs. Mad Mark & Player & Remady)                            | —                  | —                  | —                  | —                  | —                  | —                  | —                  |                | Live in Dubai                            |
| 2005                                                                            | Organ Attack (avec Mad Mark)                                          | —                  | —                  | —                  | —                  | —                  | —                  | —                  |                |                                          |
| 2005                                                                            | Take Me Away (avec Mad Mark)                                          | —                  | —                  | —                  | —                  | —                  | —                  | —                  |                |                                          |
| 2006                                                                            | Arabian Adventure 2                                                   | —                  | —                  | —                  | —                  | —                  | —                  | —                  |                | Mainstation 2005                         |
| 2006                                                                            | Detonation (avec Mad Mark)                                            | —                  | —                  | —                  | —                  | —                  | —                  | —                  |                | Houseworks 06                            |
| 2006                                                                            | Arabian Adventure 3                                                   | —                  | —                  | —                  | —                  | —                  | —                  | —                  |                | Live in St. Tropez                       |
| 2006                                                                            | Deformation (avec Mad Mark)                                           | —                  | —                  | —                  | —                  | —                  | —                  | —                  |                | Live in St. Tropez                       |
| 2006                                                                            | Tell Me Why (avec Mad Mark pres. Global Brothers vs. D-Luxe)          | —                  | —                  | —                  | —                  | —                  | —                  | —                  |                | Live in Dubai                            |
| 2006                                                                            | Electro Ghetto Shit (avec Mad Mark feat. MC Roby Rob)                 | —                  | —                  | —                  | —                  | —                  | —                  | —                  |                | Live in St. Tropez                       |
| 2006                                                                            | Oxa (avec Mad Mark feat. MC Roby Rob)                                 | —                  | —                  | —                  | —                  | —                  | —                  | —                  |                | Live in St. Tropez                       |
| 2006                                                                            | Forever (avec Mad Mark)                                               | —                  | —                  | —                  | —                  | —                  | —                  | —                  |                | Live in Moscow                           |
| 2006                                                                            | Eskalation (vs. Mad Mark)                                             | —                  | —                  | —                  | —                  | —                  | —                  | —                  |                |                                          |
| 2006                                                                            | Stand Up (avec Mad Mark)                                              | —                  | —                  | —                  | —                  | —                  | —                  | —                  |                | Live in St. Tropez                       |
| 2007                                                                            | This Time                                                             | 45                 | —                  | —                  | —                  | —                  | —                  | —                  |                | Welcome to DJ Antoine                    |
| 2007                                                                            | Neverending Search (vs. Mad Mark)                                     | —                  | —                  | —                  | —                  | —                  | —                  | —                  |                |                                          |
| 2007                                                                            | Jealousy                                                              | —                  | —                  | —                  | —                  | —                  | —                  | —                  |                |                                          |
| 2007                                                                            | True Infinity (avec Mad Mark)                                         | —                  | —                  | —                  | —                  | —                  | —                  | —                  |                |                                          |
| 2007                                                                            | Alarm (avec Mad Mark feat. MC Roby Rob)                               | —                  | —                  | —                  | —                  | —                  | —                  | —                  |                | Mainstation 2007                         |
| 2007                                                                            | Yo DJ (avec Mad Mark feat. MC Roby Rob)                               | —                  | —                  | —                  | —                  | —                  | —                  | —                  |                |                                          |
| 2007                                                                            | Feel The Beat And Dance                                               | —                  | —                  | —                  | —                  | —                  | —                  | —                  |                |                                          |
| 2008                                                                            | Funky Kitchen Club (I'll Remain)                                      | 46                 | —                  | —                  | —                  | —                  | —                  | —                  |                | Stop                                     |
| 2008                                                                            | Hello Again                                                           | —                  | —                  | —                  | —                  | —                  | —                  | —                  |                | Stop                                     |
| 2008                                                                            | Apologize                                                             | 16                 | —                  | —                  | —                  | —                  | —                  | —                  |                | Stop                                     |
| 2008                                                                            | Stop!                                                                 | 58                 | —                  | —                  | —                  | —                  | —                  | —                  |                | Stop                                     |
| 2008                                                                            | C'est la révolution (feat. MC Roby Rob)                               | —                  | —                  | —                  | —                  | —                  | —                  | —                  |                | Vive la révolution?                      |
| 2008                                                                            | Can't Fight This Feeling (vs. Mad Mark)                               | 37                 | —                  | —                  | —                  | —                  | —                  | —                  |                | 2008                                     |
| 2008                                                                            | Underneath                                                            | 59                 | —                  | —                  | —                  | —                  | —                  | —                  |                | 2008                                     |
| 2008                                                                            | December                                                              | 65                 | —                  | —                  | —                  | —                  | —                  | —                  |                | Live in Bangkok                          |
| 2008                                                                            | Pump Up the Volume (vs. Mad Mark)                                     | 30                 | —                  | —                  | —                  | —                  | —                  | —                  |                | A Weekend At Hotel Campari               |
| 2009                                                                            | I Promised Myself                                                     | 40                 | —                  | —                  | —                  | —                  | —                  | —                  |                | 2009                                     |
| 2009                                                                            | The One                                                               | —                  | —                  | —                  | —                  | —                  | —                  | —                  |                | 2009                                     |
| 2009                                                                            | Beautiful                                                             | —                  | —                  | —                  | —                  | —                  | —                  | —                  |                | 2009                                     |
| 2009                                                                            | In My Dreams                                                          | 48                 | —                  | —                  | —                  | —                  | —                  | —                  |                | 2009                                     |
| 2009                                                                            | Irish Adventure (vs. Mad Mark)                                        | —                  | —                  | —                  | —                  | —                  | —                  | —                  |                | 2009                                     |
| 2009                                                                            | The Fly (vs. Mad Mark)                                                | —                  | —                  | —                  | —                  | —                  | —                  | —                  |                | 2009                                     |
| 2009                                                                            | Turn Me On (vs. Mad Mark)                                             | —                  | —                  | —                  | —                  | —                  | —                  | —                  |                | Stop                                     |
| 2009                                                                            | One Day, One Night (feat. Mish)                                       | 20                 | —                  | —                  | —                  | —                  | —                  | —                  |                | Superhero?                               |
| 2009                                                                            | Every Breath You Take                                                 | 10                 | —                  | 22                 | —                  | —                  | —                  | —                  |                | 17900                                    |
| 2009                                                                            | S'Beschte (feat. MC Roby Rob)                                         | 95                 | —                  | —                  | —                  | —                  | —                  | —                  |                | 17900                                    |
| 2010                                                                            | Monday, Tuesday, Wednesday                                            | —                  | —                  | —                  | —                  | —                  | —                  | —                  |                |                                          |
| 2010                                                                            | Welcome to St. Tropez (vs. Timati featuring Kalenna)                  | 2                  | 3                  | 4                  | 9                  | 17                 | 7                  | 10                 |                | Welcome to DJ Antoine                    |
| 2010                                                                            | Starting Tonight                                                      | —                  | —                  | —                  | —                  | —                  | —                  | —                  |                |                                          |
| 2010                                                                            | Ma chérie (featuring The Beat Shakers)                                | 2                  | 6                  | 2                  | —                  | 20                 | 73                 | —                  |                | Welcome to DJ Antoine                    |
| 2010                                                                            | La La (vs. Mad Mark)                                                  | —                  | —                  | —                  | —                  | —                  | —                  | —                  |                |                                          |
| 2010                                                                            | To the Top (vs. Mr. Mike)                                             | —                  | —                  | —                  | —                  | —                  | —                  | —                  |                |                                          |
| 2010                                                                            | Move on Baby                                                          | —                  | —                  | —                  | 12                 | 27                 | —                  | —                  |                | Welcome to DJ Antoine                    |
| 2010                                                                            | When The Rain Has Gone (vs. Mad Mark)                                 | —                  | —                  | —                  | —                  | —                  | —                  | —                  |                |                                          |
| 2011                                                                            | Sunlight (feat. Tom Dice)                                             | 10                 | 85                 | 51                 | 8                  | 43                 | —                  | 93                 |                | 2011 / Welcome to DJ Antoine             |
| 2011                                                                            | Blackberry (Oh Oh Oh Oh) (vs. Mad Mark feat. Juiceppe)                | —                  | —                  | —                  | —                  | —                  | —                  | —                  |                |                                          |
| 2011                                                                            | Broadway (vs. Mad Mark)                                               | —                  | 94                 | —                  | —                  | —                  | —                  | —                  |                | 2011 / Welcome to DJ Antoine             |
| 2011                                                                            | Ma chérie 2k12 (featuring The Beat Shakers)                           | —                  | —                  | —                  | —                  | —                  | 7                  | —                  |                |                                          |
| 2012                                                                            | I'm on You (avec Timati & P. Diddy & Dirty Money)                     | 67                 | 50                 | —                  | —                  | —                  | —                  | —                  |                | 2011 / Welcome to DJ Antoine             |
| 2012                                                                            | Shake 3X (vs. Rene Rodrigezz feat. MC Yankoo)                         | —                  | 63                 | 31                 | —                  | —                  | —                  | —                  |                | 2011 / Welcome to DJ Antoine             |
| 2013                                                                            | Sky Is The Limit (vs. Mad Mark)                                       | 7                  | 15                 | 8                  | —                  | —                  | —                  | —                  |                |                                          |
| 2013                                                                            | Bella Vita                                                            | 1                  | 15                 | 5                  | —                  | —                  | 57                 | 91                 |                | Sky Is The Limit                         |
| 2013                                                                            | House Party (vs. Mad Mark feat. B-Case & U-Jean)                      | 40                 | 44                 | 22                 | —                  | —                  | —                  | —                  |                | Sky Is The Limit                         |
| 2013                                                                            | Crazy World (vs. Mad Mark)                                            | —                  | —                  | 63                 | —                  | —                  | —                  | —                  |                | Sky Is The Limit                         |
| 2014                                                                            | Vampires                                                              | —                  | —                  | —                  | —                  | —                  | —                  | —                  |                | We Are The Party                         |
| 2014                                                                            | Light It Up                                                           | 29                 | 53                 | 54                 | —                  | —                  | —                  | —                  |                | We Are The Party                         |
| 2014                                                                            | Wild Side (vs. Mad Mark feat. Jason Walker)                           | 56                 | —                  | —                  | —                  | —                  | —                  | —                  |                | We Are The Party                         |
| 2014                                                                            | Go With Your Heart (vs. Mad Mark feat. Temara Melek & Euro)           | 50                 | —                  | 75                 | —                  | —                  | —                  | —                  |                | We Are The Party                         |
| 2014                                                                            | We Are The Party (vs. Mad Mark feat. X-Stylez & Two-M)                | —                  | —                  | 62                 | —                  | —                  | —                  | —                  |                | We Are The Party                         |
| 2015                                                                            | #WokeUpLikeThis (feat. Storm)                                         | —                  | —                  | —                  | —                  | —                  | —                  | —                  |                |                                          |
| 2015                                                                            | Holiday (feat. Akon)                                                  | 8                  | 18                 | 9                  | —                  | —                  | 120                | —                  |                | Provocateur                              |
| 2016                                                                            | Thank You                                                             | 42                 | —                  | 75                 | —                  | —                  | —                  | —                  |                | Provocateur                              |
| 2016                                                                            | Weekend Love (feat. Jay Sean)                                         | 23                 | 85                 | 71                 | —                  | —                  | —                  | —                  |                | Provocateur                              |
| 2016                                                                            | London (avec Timati feat. Gregori Leps)                               | —                  | —                  | —                  | —                  | —                  | —                  | —                  |                | Provocateur                              |
| 2016                                                                            | Dancing in the Headlights (feat. Conor Maynard)                       | —                  | —                  | —                  | —                  | —                  | —                  | —                  |                | Provocateur                              |
| 2017                                                                            | La vie en rose                                                        | 47                 | —                  | —                  | —                  | —                  | —                  | —                  |                | The Time Is Now                          |
| 2017                                                                            | I Love Your Smile (avec Dizkodude feat. Sybbil)                       | 95                 | —                  | —                  | —                  | —                  | —                  | —                  |                | The Time Is Now                          |
| 2018                                                                            | El Paradiso (feat. Armando & Jimmy The Dealer)                        | 81                 | —                  | —                  | —                  | —                  | —                  | —                  |                | The Time Is Now                          |
| 2018                                                                            | Ole Ole (feat. Karl Wolf & Fito Blanko)                               | 60                 | —                  | —                  | —                  | —                  | —                  | —                  |                | The Time Is Now                          |
| 2018                                                                            | Yallah Habibi (avec Sido & Moe Phoenix)                               | 36                 | 67                 | —                  | —                  | —                  | —                  | —                  |                | The Time Is Now                          |
| 2018                                                                            | Yallah Yallah Habibi (Come Close to Me) (feat. Zo Baren)              | —                  | —                  | —                  | —                  | —                  | —                  | —                  |                |                                          |
| 2018                                                                            | Win It All (feat. Craig Smart & Boe Brady)                            | —                  | —                  | —                  | —                  | —                  | —                  | —                  |                | The Time Is Now                          |
| 2018                                                                            | Symphony (feat. Kidmyn & Armando & Jimmy The Dealer)                  | —                  | —                  | —                  | —                  | —                  | —                  | —                  |                | The Time Is Now                          |
| 2018                                                                            | Loved Me Once (feat. Eric Zayne & Jimmy The Dealer)                   | —                  | —                  | —                  | —                  | —                  | —                  | —                  |                | The Time Is Now                          |
| 2019                                                                            | W La F*ga (avec Paolo Ortelli)                                        | —                  | —                  | —                  | —                  | —                  | —                  | —                  |                |                                          |
| 2019                                                                            | Good Vibes (Good Feeling) (feat. Craig Smart)                         | —                  | —                  | —                  | —                  | —                  | —                  | —                  |                |                                          |
| 2020                                                                            | Ma chérie 2k20 (avec Gölä & Trauffer)                                 | 7                  | —                  | —                  | —                  | —                  | —                  | —                  |                |                                          |
| 2020                                                                            | Superstar (avec Tom Novy)                                             | —                  | —                  | —                  | —                  | —                  | —                  | —                  |                |                                          |
| 2020                                                                            | Rhythmus wie ein Tänzer (avec Culcha Candela & Julie Brown)           | —                  | —                  | —                  | —                  | —                  | —                  | —                  |                |                                          |
| 2020                                                                            | Kiss Me Hard (avec Willa)                                             | —                  | —                  | —                  | —                  | —                  | —                  | —                  |                |                                          |
| 2020                                                                            | Shout (avec Deadline)                                                 | —                  | —                  | —                  | —                  | —                  | —                  | —                  |                |                                          |
| 2021                                                                            | Echo (avec Eric Zayne)                                                | —                  | —                  | —                  | —                  | —                  | —                  | —                  |                |                                          |
| 2021                                                                            | When You Want Some Love (avec Deep Vice)                              | —                  | —                  | —                  | —                  | —                  | —                  | —                  |                |                                          |
| 2021                                                                            | Solo per stanotte (Ma chérie) (avec Tommycassi)                       | —                  | —                  | —                  | —                  | —                  | —                  | —                  |                |                                          |
| 2021                                                                            | Wasted (feat. Caelu)                                                  | —                  | —                  | —                  | —                  | —                  | —                  | —                  |                |                                          |
| 2021                                                                            | Your Eyes (avec Dizkodude)                                            | —                  | —                  | —                  | —                  | —                  | —                  | —                  |                |                                          |
| 2021                                                                            | Bam Bam Bam (Put Your Hands Up (Everybody))                           | —                  | —                  | —                  | —                  | —                  | —                  | —                  |                |                                          |
| 2021                                                                            | Mi Corazon (feat. Ablai)                                              | —                  | —                  | —                  | —                  | —                  | —                  | —                  |                |                                          |
| 2021                                                                            | Sex & Sunshine (avec Noah Veraguth)                                   | —                  | —                  | —                  | —                  | —                  | —                  | —                  |                |                                          |
| 2021                                                                            | Glow (avec Martin van Lectro)                                         | —                  | —                  | —                  | —                  | —                  | —                  | —                  |                |                                          |
| 2021                                                                            | Heaven Send Me a DJ (feat. John Stantino)                             | —                  | —                  | —                  | —                  | —                  | —                  | —                  |                |                                          |
| 2022                                                                            | Dark Love (avec Flip Capella feat. Evelyn)                            | —                  | —                  | —                  | —                  | —                  | —                  | —                  |                |                                          |
| 2022                                                                            | Sunset in Dubai (feat. Chanin)                                        | —                  | —                  | —                  | —                  | —                  | —                  | —                  |                |                                          |
| 2022                                                                            | In My Mind (avec DNF)                                                 | —                  | —                  | —                  | —                  | —                  | —                  | —                  |                |                                          |
| 2022                                                                            | Rainbow (avec Sergio Trellini)                                        | —                  | —                  | —                  | —                  | —                  | —                  | —                  |                |                                          |
| 2022                                                                            | Hardcore Life (avec Jerome)                                           | —                  | —                  | —                  | —                  | —                  | —                  | —                  |                |                                          |
| 2023                                                                            | Dancing in Tulum (feat. Chanin & Jona XX)                             | —                  | —                  | —                  | —                  | —                  | —                  | —                  |                |                                          |
| 2023                                                                            | Pizza, Spaghetti e Techno (avec Paolo Ortelli)                        | —                  | —                  | —                  | —                  | —                  | —                  | —                  |                |                                          |
| 2023                                                                            | Badtime Story (avec Mad Mark)                                         | —                  | —                  | —                  | —                  | —                  | —                  | —                  |                |                                          |
| "—" signifie que le single n'est pas sorti ou ne s'est pas classé dans le pays. |                                                                       |                    |                    |                    |                    |                    |                    |                    |                |                                          |

### DVD
| Année | Titre                             | Notes                 |
| ----- | --------------------------------- | --------------------- |
| 2009  | Superhero? Label : Phonag Records | Sortie : 12 juin 2009 |

### Remixes
1998
- Tatana feat. Carolina Caroli - Summerstorm (Antoine's Aftersummer Mix)
- Mad Luv - We Can't Get Enough (DJ Antoine's Speed Garage Mix)

1999
- Beta Blocker - The Ultimate (DJ Antoine Remix)
- Red + White - The United Colors (DJ Antoine's Mellow Remix)
- New Vision - (Just) Me And You (DJ Antoine vs. Mad Mark Remix)
- X-Rate - How Do You Like Your Sex? (DJ Antoine vs. Mad Mark Straight Remix)

2000
- DJ Stephen - Words Of Love (DJ Antoine's Afterhours Mix)
- Grooveman - I Want The Rhythm (DJ Antoine's Never Ending Bassline Mix)
- Joey Negro feat. Taka Boom - Must Be The Music (DJ Antoine Mix)
- Red Light - Juicy Pussy (DJ Antoine's Tribal Power Mix)
- TDN - Shame (DJ Antoine vs. Mad Mark Mix)
- Dominica - Gotta Let You Go (DJ Antoine vs. Mad Mark Remix)
- Groove Junkies - Music Is Life (DJ Antoine vs. Mad Mark Remix)
- First Choice - Love & Happiness (DJ Antoine vs. Mad Mark Remix)
- Kenny Blake - Tom's Diner 2000 (DJ Antoine vs. Mad Mark Remix)
- Subculture feat. Lejuan - My Way (DJ Antoine vs. Mad Mark's Tribal Mix)
- AirKnee feat. Rose - The Night Of The Nights (DJ Antoine vs. Mad Mark Remix)
- Fun Cool feat. Eddie J - Give Me Your Love (DJ Antoine Mix)
- Pico - Oye Como Va (DJ Antoine Vs Mad Mark Tribal Hands Up Mix)
- Dos Sombreros - Vacaciones (Holiday Rap) (DJ Antoine Vs Mad Mark Ibiza Mix)
- Antoine Clamaran - Happy Land (DJ Antoine vs. Mad Mark Remix)
- Master Freakz - Let Yourself Go (DJ Antoine vs. Mad Mark Remix)
- Cosmic People - It's Time To Hold On (DJ Antoine vs. Mad Mark Remix)
- House Of Glass present Groovelines - Got To Dance Disco (DJ Antoine's Power Mix)
- Disaronno vs. DJ Ricky - Feelin' Alright (DJ Antoine vs. Mad Mark Remix)
- Project MSC feat. CeCe Rogers - Superstar (DJ Antoine vs. Mad Mark Remix)
- Sutra - Free (DJ Antoine vs. Mad Mark Remix)
- Soulforce - Vamos... (DJ Antoine Vs. Mad Mark's Fiesta Mix)
- Hostyle - Feeling Good (DJ Antoine vs. Mad Mark Remix)
- Botella & Berardi - If You Want Me (DJ Antoine vs. Mad Mark's Filter Flash Mix)

2001
- Spike - A Moment Of Love (DJ Antoine Vs Mad Mark Reprise)
- Faray - Upside Down (DJ Antoine Remix)
- The Disco Boys feat. RB - Born to Be Alive (DJ Antoine Vs. Mad Mark's Summer Mood Dub)
- Robin S - Show Me Love (DJ Antoine vs. Mad Mark Remix)
- Spike - Never Gonna Give You Up (DJ Antoine vs. Mad Mark Remix)
- Romero - What Hope Have I (DJ Antoine vs. Mad Mark Remix)
- Daniela - Count To Ten (DJ Antoine vs. Mad Mark Organ Mix)
- Orange - Can You Feel It (DJ Antoine Vs. Mad Mark Remix)
- Tom Borijn - Zora (DJ Antoine Vs. Mad Mark Filter Attack)
- Global Brothers - Phunky Baguette (DJ Antoine vs. Mad Mark Afterhours Mix)
- Fred P - Streetparty (DJ Antoine vs. Mad Mark Remix)

2002
- Nu Hope feat. Anthony Thompson - I'll Be Back (DJ Antoine Vs Mad Mark's Retro Mix)
- Mary J. Blige - Dance for Me (DJ Antoine vs. Mad Mark Remix)
- Wheeped Creem feat. Betty S - I'm Gonna Get U (DJ Antoine vs. Mad Mark's Sweet Creem Mix)
- Fully Booked - Hold On (DJ Antoine vs. Mad Mark's Overbooked Mix)
- Praise Cats - Shined On Me (DJ Antoine vs. Mad Mark Xtra Lloret De Mar Mix)
- C2R - I Believe (DJ Antoine vs. Mad Mark's Retro Mix)
- Las Vegas Gambler - Beautiful Night (DJ Antoine vs. Mad Mark's Vocal Mix)
- Les Deux Tours - Rock The Beat (DJ Antoine vs. Mad Mark's Dj Tool)

2003
- Mambana - Libre (DJ Antoine vs. Mad Mark Vocal Tool)
- MD Express - Can't Stop The Feeling (DJ Antoine vs. Mad Mark's 2003 Rekicked Piano Mix)
- Las Vegas Gambler - Music Is The Answer (DJ Antoine vs. Mad Mark Dub Mix)
- Laidback Luke feat. Jay Underground - Popmusic (DJ Antoine Remix)
- Jetlag - So Right (DJ Antoine vs. Mad Mark's B777 Remix)
- Devoted - Gotta Have (DJ Antoine vs. Mad Mark Remix)

2004
- Kujay Dada - Young Hearts (DJ Antoine vs. Mad Mark Remix)
- America - Wake Up (DJ Antoine vs. Mad Mark Club Mix)
- DJ Jose - Hecitate (DJ Antoine vs. Mad Mark Remix)
- Stamp - Mistakes (DJ Antoine vs. Mad Mark Club Mix)

2005
- ATB - Believe in Me (DJ Antoine Main Mix)
- DJ Mark Jones - Aygo (DJ Antoine Remix)
- Herd & Fitz feat. Abigail Bailey - I Just Can't Get Enough (DJ Antoine vs. Mad Mark Remix)
- Splashfunk vs. Funky Junction feat. Giusy Ross - Housemuzik (DJ Antoine vs. Mad Mark's Eskalation Mix)
- Major Boys feat. Mark Kelly - Sunshine On My Mind (DJ Antoine vs. Mad Mark Electro Mix)
- Roger Sanchez feat. GTO - Turn on the Music (DJ Antoine vs. Mad Mark Remix)

2006
- Chocolate Puma - Always & Forever (DJ Antoine vs. Mad Mark Remix)
- Philippe B. vs. Todd Terry - Can You Feel It (Can You Party) (DJ Antoine vs. Mad Mark Remix)
- Aygo - Aygo (DJ Antoine's Special Edit)
- Mixmaster presents Marc Vane - Boom Boom Room (DJ Antoine vs. Mad Mark Remix)
- Roger Sanchez - Not Enough (DJ Antoine vs. Mad Mark Vocal Club Mix)
- DJ Peter Presta feat. David Hasselhoff - You're Not Guilty (DJ Antoine vs. Mad Mark Club Mix)
- Ivana T - Secret Love, Amore Mio (DJ Antoine vs. Eddie Thoneick Electro Mix)
- Mischa Daniels - Take Me Higher (DJ Antoine vs. Mad Mark Tribal Remix)

2007
- Underground Movement feat. Stanford - Shake (DJ Antoine vs. Mad Mark Remix)
- Piero Esteriore - Io Vivo (DJ Antoine vs. Mad Mark Remix)
- Piero Esteriore - Io Vivo (DJ Antoine vs. Yoko Remix)
- Piero Esteriore & Mario Winans - Tell Me (DJ Antoine vs. Mad Mark Remix)
- Roger Sanchez - Again (DJ Antoine vs. Mad Mark Acid Mix)
- Axwell & Ingrosso & Angello & Laidback Luke - Get Dumb (DJ Antoine vs. Mad Mark Remix)
- Mixmaster presents Marc Vane feat. Bear Who? - I Got Ur Girlfriend (DJ Antoine vs. Mad Mark Remix)
- Ian Carey & Mad Mark - Tonight (DJ Antoine vs. Mad Mark Remix)
- Splashfunk vs. Funky Junction - (I Like To) Push It (DJ Antoine vs. Mad Mark Eskalation Mix)
- Player & Remady feat. MC Roby Rob - This Picture (DJ Antoine vs. Mad Mark Remix)
- Hardsoul feat. Berget Lewis - Deep Inside (DJ Antoine vs. Mad Mark Remix)
- Mike De Ville - If You Believe Me (DJ Antoine vs. Mad Mark Remix)

2008
- Lee-Cabrera feat. Alex Cartana - Shake It (Move A Little Closer) 2008 (DJ Antoine vs. Mad Mark Remix)
- Disco Dice - The Letter (DJ Antoine vs. Mad Mark Vocal Mix)
- Mr. P!nk feat. Dorian - Angel Scream (DJ Antoine vs. Mad Mark Remix)
- Exit Osaka - Hold On (DJ Antoine & Mad Mark & Yoko Remix)
- Alex Romano - Save A Prayer (DJ Antoine vs. Yoko Remix)
- DJ Smash presents Fast Food - Volna (DJ Antoine & Yoko Remix)
- Eddie Thoneick - Whatcha Want (DJ Antoine vs Yoko Remix)
- Jose Amnesia vs. Karen Overton - Your Loving Arms (DJ Antoine vs. Yoko Remix)

2009
- Club 31 feat. Jeremy Carr - Your Touch (DJ Antoine vs Mad Mark Remix)
- Mad Mark & Ron Carroll - Fly With Me (DJ Antoine vs. Mad Mark Remix)
- Niels van Gogh vs. Eniac - Pulverturm 3.0 (DJ Antoine vs. Yoko Remix)
- Sarah Mattea - Heart On Fire (DJ Antoine vs Mad Mark Remix)
- Marchi's Flow vs. Love feat. Miss Tia - Feel The Love (DJ Antoine vs Mad Mark Remix)
- Spyzer - I Feel So Free (DJ Antoine vs. Clubzound Big Room Mix)
- Spyzer - I Feel So Free (DJ Antoine vs. Joe K Remix)
- Clubzound - Imagine At Ibiza (DJ Antoine vs. Clubzound Mix)
- Whiteside & Jorge Martin S - What You Feel (DJ Antoine vs. Jorge Martin S & Whiteside Peak Time Mix)
- RP Da Singh vs. Alchemist Project - All I Want (DJ Antoine Club Mix)
- Bob Sinclar - Mr. Tambourine Man (DJ Antoine vs. Mad Mark Remix)
- Clubzound - Rockstar (DJ Antoine vs. Clubzound Mix)
- 2 Replay - Game Over (DJ Antoine vs. Christian Sims & Chloe Martinez Club Mix)
- Major Boys - Voodoo Magic (DJ Antoine vs. Mad Mark Vocal Mix)
- Ben Delay presents Sugarland - I Wanna Know (DJ Antoine vs. Mad Mark Remix)
- The B!tch Brothers presents Limousine - Precious Light (DJ Antoine vs. Yoko Remix)
- Aston Martinez - Never Too Much (DJ Antoine vs. Mad Mark Remix)
- Syke 'n' Sugarstarr feat. Bonny Ferrer - Toda A Minha Vida (DJ Antoine vs. Mad Mark Remix)
- Fragma - Toca's Miracle (DJ Antoine & Mad Mark & Yoko Lounge Mix)

2010
- Sir Colin feat. Nyssina - It's Over Now (DJ Antoine & Clubzound Remix)
- DJ Smash - The Bird (Ptitsa) (DJ Antoine vs. Mad Mark Remix)
- Wawa & Houseshaker - On My Mind (DJ Antoine vs. Mad Mark & Houseshaker Remix)
- Timati vs. Snoop Dogg - Groove On (DJ Antoine vs Mad Mark Remix)
- Remady feat. Manu-L - Give Me a Sign (DJ Antoine vs. Mad Mark Remix)
- Wally Lopez - Seven Days And One Week 2010 (DJ Antoine vs. Mad Mark Remix)
- Remady feat. Craig David - Do It On My Own (DJ Antoine vs. Mad Mark Remix)
- Austin Leeds feat. Jeremy Carr - In The Air (DJ Antoine vs. Mad Mark Remix)
- Pitbull - Esta Noche (DJ Antoine vs. Mad Mark & Clubzound Remix)

2011
- Example - Kickstarts (DJ Antoine vs. Mad Mark Remix)
- Remady feat. Manu-L - The Way We Are (DJ Antoine vs. Mad Mark Re-Remix)
- Jasper Forks - More Than This (DJ Antoine vs. Mad Mark & Clubzound Remix)
- Patrick Hagenaar - We Feel The Same (DJ Antoine vs. Mad Mark Remix)
- Sunfreakz & Jeremy Carr - The Way We Are (DJ Antoine vs. Mad Mark Remix)
- Tom Piper & Ryan Riback - The Police (The Fuzz) (DJ Antoine vs. Mad Mark Remix)
- Rene Rodrigezz vs. DJ Antoine feat. MC Yankoo - Shake 3x (DJ Antoine vs. Mad Mark Deep Mix)

2012
- Timati & La La Land feat. Timbaland & Grooya - Not All About The Money (DJ Antoine vs. Mad Mark 2K12 Remix)
- Mad Mark feat. Alexander - Anywhere You Go (DJ Antoine vs. Mad Mark 2k12 Remix)
- Guru Josh - Infinity 2012 (DJ Antoine vs. Mad Mark Remix)
- Kamaliya - Butterflies (DJ Antoine vs. Mad Mark 2k12 Remix)
- Die Atzen - Feiern? Okay! (DJ Antoine vs. Mad Mark Construction)

2013
- AK Babe - We Don't Care (Like A Honey Badger) (DJ Antoine vs. Mad Mark Remix)
- Timati feat. J-Son - Match Me (DJ Antoine vs. Mad Mark Re-Construction)
- DJ Antoine vs. Mad Mark - Sky Is The Limit (DJ Antoine vs. Mad Mark Deep Mix)

2016
- Nek - Laura non c'è (DJ Antoine vs. Mad Mark 2k16 Remix)
- Regi & Sem Thomasson - The Party Is Over (DJ Antoine vs. Mad Mark 2k16 Remix)
- Jaki Nelson - What We Wanna Do (DJ Antoine Remix)
- Jay Sean feat. Sean Paul - Make My Love Go (DJ Antoine Remix)
- DJ Antoine & Timati feat. Grigory Leps - London (DJ Antoine vs. Mad Mark London Bassline Remix)
- DJ Antoine feat. Conor Maynard - Dancing in the Headlights (DJ Antoine vs. Mad Mark & Paolo Ortelli 2k16 Remix)

2017
- Smash & Vengerov - Love & Pride (DJ Antoine vs. Mad Mark 2k17 Remix)
- Pat Krimson & Dizkodude feat. Luke August - Living For The Weekend (DJ Antoine vs. Mad Mark 2k17 Remix)
- Gestört aber GeiL feat. Benne - Repeat (DJ Antoine vs. Mad Mark Remix)

2018
- Maître Gims & Super Sako feat. Hayko - Mi Gna (DJ Antoine vs. Mad Mark & Paolo Ortelli Bootleg)
- Massari & Afrojack & Beenie Man - Tune In (DJ Antoine vs. Mad Mark Remix)
- DJ Antoine feat. Karl Wolff & Fito Blanko - Ole Ole (DJ Antoine vs. Mad Mark Hopp Schwiiz Mix)
- DJ Antoine & Sido & Moe Phoenix - Yallah Habibi (DJ Antoine vs. Mad Mark Hands Up Mix / Spaced Mix)

2021
- DJ Antoine & Eric Zayne - Echo (DJ Antoine vs. Mad Mark Bassline Remix / Deep Remix)
- Dizkoduke & DJ Antoine - Your Eyes (DJ Antoine vs. Mad Mark 2k21 Summer Mix)

2022
- DJ Antoine feat. Chanin - Sunset in Dubai (DJ Antoine vs. Mad Mark NYE VIP Remix)

## Certifications
| Or - Allemagne - 2012 : Pour l'album Welcome to DJ Antoine - Autriche - 2011 : Pour le single Welcome to St. Tropez - Suisse - 2001 : for the album Houseworks #2 - 2002 : for the album DJ Antoine - 2006 : for the album Live in Moscow - 2008 : for the album 2008 - 2008 : for the album A Weekend at Hotel Campari - 2008 : for the album Stop! - 2009 : for the album 2009 · Platine - Allemagne - 2011 : pour le single Welcome to St. Tropez - 2012 : pour le single "Ma chérie" - Suisse - 2011 : pour le single Welcome to St. Tropez - 2012 : pour le single 2011 - 2012 : pour le single Ma chérie | \| Pays \| Or \| Platine \| \| --------- \| -- \| ------- \| \| Allemagne \| 1 \| 2 \| \| Autriche \| 1 \| 0 \| \| Suisse \| 7 \| 3 \| \| Total \| 9 \| 5 \| |         |
| Pays | Or | Platine |
| Allemagne | 1 | 2       |
| Autriche | 1 | 0       |
| Suisse | 7 | 3       |
| Total | 9 | 5       |